# لوكهيد إن إف-104إيه
لوكهيد إن إف-104إيه (NF-104A) كانت طائرة أمريكية تعمل بالطاقة المختلطة ، عالية الأداء وأسرع من الصوت صنعت لتكون طائرة تدريب فضائية منخفضة التكاليف لطائرة نورث أمريكان إكس-15 ولطائرة بوينغ X-20 داينا-سور المتوقع انتاجها.
تم تعديل هياكل ثلاث طائرات لوكهيد F-104A بتزويدها بمحركات صاروخية ونظام تحكم لردات الفعل فيلتصبح قادرة على الطيران في الجزء العلوي من الغلاف الجوي. واستطاعت أن تصل إلى ارتفاع وصل إلى أكثر 120,000 قدم (36,600 م). لقد دمرت طائرة واحدة أثناء نقلها جوا وكان ربانها تشاك ييغر. وصف الحادث في كتاب «الرجال الحقيقيون» (The Right Stuff) وبفيلم يحمل نفس الاسم.

## المشغلون
- القوات الجوية الأمريكية

## وصلات خارجية
- NF-104.com
- صفحة جو بغر NF-104 نسخة محفوظة 1 أغسطس 2017 على موقع واي باك مشين.